# Anii 30
Anii 30 au fost un deceniu care a început la 1 ianuarie 30 și s-a încheiat la 31 decembrie 39.

## Evenimente
- aproximativ 33 - Iisus este crucificat, și, în conformitate cu tradiția creștină, înviat din morți.

## Personalități marcante
- Tiberius, împărat roman (14 - 37).
- Gaius Caesar Germanicus/Caligula, împărat roman (37 - 41).
- Iisus, fondator al religiei creștine, (aprox. 4 î.Hr. - aprox. 33).